# Nesbanebdyedet III
Nesbanebdyedet III, o Smendes III, fue Sumo sacerdote de Amón en Tebas, de c. 884 a 874 a. C., durante el periodo de la Dinastía XXII del antiguo Egipto. 

## Biografía
Sus padres fueron Osorkon I y Tashedjonsu; Tuvo un hijo llamado Tanetamón. 
Fue sucesor del sumo sacerdote de Amón en Tebas Iuwelot y le siguió en el cargo Horsiese I, un hijo de Osorkon I.
Era coetáneo de Takelot I. 
Su nombre se encuentra inscrito en los muros de un templo de Karnak.

## Titulatura
| Titulatura | Jeroglífico | Transliteración (transcripción) - traducción - (referencias) |

| R8 | U36 | D1 · Q3 · N35 | M17 | Y5 · N35 | N5 · Z1 | F20 · N35 | E10 | R11 | R11 | A52 |

| R8 | U36 | D1 · Q3 · N35 | M17 | Y5 · N35 | N5 · Z1 | F20 · N35 | E10 | R11 | R11 | A52 |